# Metod Pirih
Metod Pirih (Lokovec, 9 de mayo de 1936 - Vipava, 23 de marzo de 2021) fue un prelado católico esloveno. Se desempeñó como obispo de la diócesis de Koper entre 1987 y 2012.

## Educación
Después de terminar la escuela primaria, a la que asistió en su Lokovec natal en 1948 y graduarse de un gimnasio clásico en Pazin, Croacia en 1956, fue admitido en el Seminario Teológico Mayor de Liubliana y al mismo tiempo se unió a la Facultad de Teología de la Universidad de Liubliana, donde estudió desde 1956 hasta 1963. Fue ordenado sacerdote el 26 de junio de 1963 en Liubliana para la diócesis de Trieste-Koper (por su parte eslovena), después de completar sus estudios filosóficos y teológicos. Mientras tanto, también cumplió su servicio militar obligatorio en el ejército yugoslavo.

## Labor pastoral
Después de su ordenación, el Padre Pirih se desempeñó por un corto tiempo como párroco en Solkan (1963-1964) y luego se convirtió en asistente personal del obispo Janez Jenko entre 1964 y 1974, cuando continuó sus estudios de posgrado en la Pontificia Facultad Teológica Teresianum en Roma, de donde obtuvo una Maestría en el campo de la teología espiritual en 1976.
Después de regresar a su tierra natal, se convirtió en director espiritual en el Seminario Teológico Mayor de Liubliana (1976-1984), y en 1977 volvió a ser asistente personal del obispo Jenko. Como educador de futuros sacerdotes, permaneció en Liubliana hasta 1984, cuando el obispo Jenko lo nombró vicario general de la Diócesis de Koper. Entre 1984 y 1986, fue director del Servicio Pastoral en Koper y administrador parroquial de la parroquia de Podgorje. Mientras tanto, también fue profesor en la unidad de la Facultad de Teología de la Universidad de Liubliana.

## Prelado
El 25 de marzo de 1985, fue designado por el Papa Juan Pablo II como Obispo Coadjutor de la Diócesis de Koper. El 27 de mayo de 1985 fue consagrado obispo por el obispo diocesano Janez Jenko, en la Catedral de la Asunción de la Virgen María en Koper. Dos años después, el 16 de abril de 1987, sucedió a Jenko.
Monseñor Pirih se jubiló el 26 de mayo de 2012, después de alcanzar el límite de edad de 75 años.